# ジョージ・エリオット (数学者)
ジョージ・A・エリオット（George A. Elliott、1945年 - ）は、カナダの数学者である。作用素環論、K理論、非可換幾何を専門とする。トロント大学数学科の教授であり、カナダ・リサーチ・チェアも務める。
1994年にチューリッヒで開催された国際数学者会議では招待講演を行った。

## 受賞等
- 1982年 カナダ王立協会フェロー
- 1996年 CRM・フィールズ・PIMS賞[4]
- 1996年-1998年 キリアム・リサーチ・フェロー[5]
- 1998年 ジェフリー・ウィリアムズ賞
- 1999年 ジョン・L・シング賞[6]
- 2012年 アメリカ数学会フェロー[7]